# Drassyllus
Drassyllus es un género de arañas araneomorfas de la familia Gnaphosidae. Se encuentra en la zona omakddnbbfi e mbdnbdj.

## Lista de especies
Según The World Spider Catalog 12.0:
- Drassyllus adocetus Chamberlin, 1936
- Drassyllus adullam Levy, 2009
- Drassyllus alachua Platnick & Shadab, 1982
- Drassyllus antonito Platnick & Shadab, 1982
- Drassyllus aprilinus (Banks, 1904)
- Drassyllus arizonensis (Banks, 1901)
- Drassyllus baccus Platnick & Shadab, 1982
- Drassyllus barbus Platnick, 1984
- Drassyllus biglobosus Paik, 1986
- Drassyllus broussardi Platnick & Horner, 2007
- Drassyllus callus Platnick & Shadab, 1982
- Drassyllus carbonarius (O. Pickard-Cambridge, 1872)
- Drassyllus cerrus Platnick & Shadab, 1982
- Drassyllus chibus Platnick & Shadab, 1982
- Drassyllus coajus Platnick & Shadab, 1982
- Drassyllus conformans Chamberlin, 1936
- Drassyllus coreanus Paik, 1986
- Drassyllus covensis Exline, 1962
- Drassyllus creolus Chamberlin & Gertsch, 1940
- Drassyllus crimeaensis Kovblyuk, 2003
- Drassyllus depressus (Emerton, 1890)
- Drassyllus dixinus Chamberlin, 1922
- Drassyllus dromeus Chamberlin, 1922
- Drassyllus durango Platnick & Shadab, 1982
- Drassyllus ellipes Chamberlin & Gertsch, 1940
- Drassyllus eremitus Chamberlin, 1922
- Drassyllus eremophilus Chamberlin & Gertsch, 1940
- Drassyllus eurus Platnick & Shadab, 1982
- Drassyllus excavatus (Schenkel, 1963)
- Drassyllus fallens Chamberlin, 1922
- Drassyllus fractus Chamberlin, 1936
- Drassyllus fragilis Ponomarev, 2008
- Drassyllus frigidus (Banks, 1892)
- Drassyllus gammus Platnick & Shadab, 1982
- Drassyllus gynosaphes Chamberlin, 1936
- Drassyllus huachuca Platnick & Shadab, 1982
- Drassyllus inanus Chamberlin & Gertsch, 1940
- Drassyllus insularis (Banks, 1900)
- Drassyllus jabalpurensis Gajbe, 2005
- Drassyllus jubatopalpis Levy, 1998
- Drassyllus khajuriai Tikader & Gajbe, 1976
- Drassyllus lamprus (Chamberlin, 1920)
- Drassyllus lepidus (Banks, 1899)
- Drassyllus louisianus Chamberlin, 1922
- Drassyllus lutetianus (L. Koch, 1866)
- Drassyllus mahabalei Tikader, 1982
- Drassyllus mazus Platnick & Shadab, 1982
- Drassyllus mexicanus (Banks, 1898)
- Drassyllus mirus Platnick & Shadab, 1982
- Drassyllus mormon Chamberlin, 1936
- Drassyllus mumai Gertsch & Riechert, 1976
- Drassyllus nannellus Chamberlin & Gertsch, 1940
- Drassyllus niger (Banks, 1896)
- Drassyllus notonus Chamberlin, 1928
- Drassyllus novus (Banks, 1895)
- Drassyllus ojus Platnick & Shadab, 1982
- Drassyllus orgilus Chamberlin, 1922
- Drassyllus orlando Platnick & Corey, 1989
- Drassyllus pantherius Hu & Wu, 1989
- Drassyllus platnicki Gajbe, 1987
- Drassyllus praeficus (L. Koch, 1866)
- Drassyllus proclesis Chamberlin, 1922
- Drassyllus prosaphes Chamberlin, 1936
- Drassyllus puebla Platnick & Shadab, 1982
- Drassyllus pumiloides Chatzaki, 2003
- Drassyllus pumilus (C. L. Koch, 1839)
- Drassyllus pusillus (C. L. Koch, 1833)
- Drassyllus ratnagiriensis Tikader & Gajbe, 1976
- Drassyllus rufulus (Banks, 1892)
- Drassyllus salton Platnick & Shadab, 1982
- Drassyllus sanmenensis Platnick & Song, 1986
- Drassyllus saphes Chamberlin, 1936
- Drassyllus sasakawai Kamura, 1987
- Drassyllus seminolus Chamberlin & Gertsch, 1940
- Drassyllus shaanxiensis Platnick & Song, 1986
- Drassyllus sinton Platnick & Shadab, 1982
- Drassyllus socius Chamberlin, 1922
- Drassyllus sonus Platnick & Shadab, 1982
- Drassyllus sur Tuneva & Esyunin, 2003
- Drassyllus talus Platnick & Shadab, 1982
- Drassyllus tepus Platnick & Shadab, 1982
- Drassyllus texamans Chamberlin, 1936
- Drassyllus tinus Platnick & Shadab, 1982
- Drassyllus truncatus Paik, 1992
- Drassyllus villicus (Thorell, 1875)
- Drassyllus villus Platnick & Shadab, 1982
- Drassyllus vinealis (Kulczynski, 1897)
- Drassyllus yaginumai Kamura, 1987
- Drassyllus yunnanensis Platnick & Song, 1986
- Drassyllus zimus Platnick & Shadab, 1982